# 落合温泉
落合温泉（おちあいおんせん）は、青森県黒石市（旧国陸奥国）黒石温泉郷にある温泉。

## 泉質
- 塩化物泉。源泉温度50度[1]。

## 効能
神経痛、ノイローゼ、眼病。

## 温泉街
浅瀬石川沿いに花禅の庄をはじめ、6軒の旅館が広がる。板留温泉は対岸にあたる。
素朴な外観の共同浴場が一軒存在する。花禅の庄の前の津軽伝承工芸館に無料の「百人足湯」（2003年7月開設、長さ46.2mを誇る）がある。

## 歴史
開湯は昭和8年。浅瀬石川上流側の沖浦からの引湯管を設置して開湯した。

## アクセス
- 弘南鉄道弘南線黒石駅より弘南バスで約20分

## 周辺
- 津軽こけし館
- 津軽伝承工芸館
- 板留温泉
- 温湯温泉
- 青荷温泉